# 作家の値うち
『作家の値うち』は、2000年（平成12年）に飛鳥新社から刊行された福田和也のブックガイド。日本文学における現役の代表的作家を、純文学とエンターテイメントからそれぞれ50人ずつ上げ、100点満点で点数をつけ評価していく。この手法はロバート・パーカーのワインの評価方法を参考にしている。90点以上を「世界文学の水準」、80点以上を「近代日本文学史で重要な作品」、70点以上を「現在の文学として優れた作品」とし、40点未満を「人に読ませる水準でない作品」、30点未満を「人前で読むと恥ずかしい」としている。

## 概要
小説に点数をつけるという前代未聞の手法から評価が分かれた。本作では村上春樹、矢作俊彦、小島信夫、石原慎太郎を高く評価する一方で、大江健三郎、渡辺淳一、日野啓三、五木寛之などの大家も厳しい言葉で批評している。また同じ作家の作品でも高橋源一郎は『さようなら、ギャングたち』を91点と非常に高く評価する一方で、『ゴーストバスターズ　冒険小説』を「恥知らず」の一言で斬り捨てている。

## 関連書籍
- 『『作家の値うち』の使い方』（ISBN 978-4870314429）